# Failly-Vrémy
Failly-Vrémy là một xã trong vùng hành chính Lorraine, thuộc tỉnh Moselle, quận Metz-Campagne, tổng Vigy. Failly-Vrémy nằm trên độ cao trung bình là 200 mét trên mực nước biển. Xã có diện tích 6,74 km², dân số vào thời điểm 2004 là 559 người; mật độ dân số là 83,4 người/km². Xã nằm về phía đông bắc của Metz.